# Orto botanico dell'Università della Tuscia
L'Orto botanico dell'Università della Tuscia è un'area naturale e un giardino botanico che si estende per 15 ettari, gestito dall'Università della Tuscia e situato a Viterbo, nel Lazio. Istituito in seguito ad una convenzione stipulata nel 1985 tra l'Università degli Studi della Tuscia, il Comune di Viterbo e l'Opera Pia Patrimoni, attualmente, insieme all'Erbario della Tuscia e alla Banca del Germoplasma fa parte dell’Azienda Agraria Didattico-Sperimentale Nello Lupori.
L'orto è stato istituito nel 1985 e inaugurato ufficialmente nel 1991. Si trova sulla pianura viterbese sotto i Monti Cimini ed è divisa nel giardino botanico vero e proprio (6 ettari) e nell'area naturale del Parco Bulicame (9 ettari), fonte di una sorgente termale sulfurea citata già da Dante nel XIV Canto dell'Inferno. Il giardino è organizzato in ricostruzioni di oasi africane, vegetazione subtropicale australiana, macchia mediterranea e deserto messicano. 
Le collezioni comprendono un'esposizione evolutiva di pini, agave, aloe, bambù, Cereus, Chamaerops humilis, Cordyline australis, Ginkgo biloba, Euphorbia, Opuntia, Phoenix canariensis, Phoenix canariensis e Washingtonia filifera. Oltre alla vegetazione, è importante il sistema idrico che attraverso laghetti e ruscelli percorre l'intera struttura, ricollegandosi dal punto delle forme e del paesaggio al sistema di canalette (con i bordi arricchiti da una vegetazione spontanea di erba e arbusti) che anticamente alimentavano gli serbatoi utilizzati per macerare il lino e la canapa e che attualmente vengono utilizzati per la ricostruzione di ecosistemi acquatici. 

## Struttura
Il giardino è suddiviso nelle seguenti aree:
- arboreto, diviso per continenti: Nord America, Sud America, Asia e Europa, Australia;
- bosco caducifoglio contenente specie della flora autoctona del viterbese prevalentemente legnose[6] come roverella (Quercus pubescens), farnia (Quercus robur), cerro (Quercus cerris), acero (Acer monspessulanum), nocciolo (Corylus avellana), corniolo (Cornus mas), pungitopo (Ruscus aculeatus), e come erbacee Pulmonaria officinalis, Cyclamen hederifolium, Primula elatior e Helleborus viridis[2];
- collezione delle pteridofite e dei iris;
- costone roccioso;
- deserto;
- flora dei travertini;
- giardino degli insetti;
- giardino dei semplici;
- giardino roccioso;
- collezione delle leguminose;
- collezione delle orchidee, una trentina di specie dall'ambiente naturale o riprodotte con tecniche di coltivazione in vitro
- palmeto che ospita diverse specie di palme, tra le quali alcuni esemplari di Washingtonia filifera, Chamaerops humilis, Phoenix canariensis e Phoenix dactylifera che trova condizioni ottimali di vegetazione grazie al riscaldamento del suolo attraverso le falde calde sotterranee[2];
- percorso piante utili: 
  - piante tessili tradizionali come il lino (Linum usitatissimum), il sisal (Agave sisalana), la juta (Corchorus olitorius) e il cotone (Gossypium herbaceum);
  - piante tintorie come camomilla per il giallo (Anthemis tinctoria), annatto per il rosso (Rubia tinctorium  e Bixa orellana), guado per l’azzurro (Isatis tinctoria);
  - piante usate in profumeria come la spugna vegetale (Luffa cylindrica), la magnolia (Magnolia grandiflora), la Rosa Kazanlik e altre[2].
- piante allergeniche;
- roseto, con duecento esemplari di rosa;
- serra "Patriarchi";
- serra "Astolfi", una raccolta di Aeonium, diverse specie di Euphorbia (Haworthia, Gasteria, Crassula e Kalanchoe) ed alcune piante succulente del Madagascar, che provengono per la maggior parte dalla collezione appartenuta allo studioso Paolo Astolfi (1943-2000) e donata alla sua morte[7];
- vegetazione mediterranea, realizzata su un’area in lieve pendio e ricostruita come una collina che scende verso il mare;
- serra tropicale;
- ambienti umidi;
- percorso piante a rischio.